# 친일파 708인 명단 - 기타
친일파 708인 명단 - 기타는 2002년 민족정기를 세우는 국회의원모임에서 발표한 친일파 708인 명단 가운데 국책 단체 참여, 종교·사회·문화, 개인 악질 등 기타 부문에 해당하는 74명의 명단이다. 유형이 중복되는 경우에는 이름 옆에 해당 유형을 부기했다.

## 〈기타〉 목록 (74명)

### 가
- 고일청 (高一淸) : 종교·사회·문화·기타 - 중추원
- 김기진 (金基鎭) : 국책단체, 종교·사회·문화·기타 (문학)
- 김길창 (金吉昌) : 종교·사회·문화·기타 (종교)
- 김동환 (金東煥) : 국책단체, 종교·사회·문화·기타 (문학)
- 김문집 (金文輯) : 국책단체, 종교·사회·문화·기타 (문학)
- 김연수 (金秊洙) : 국책단체, 종교·사회·문화·기타 (경제) - 중추원, 군수산업 관련자
- 김용제 (金龍濟) : 국책단체, 종교·사회·문화·기타 (문학)
- 김태흡 (金泰洽) : 국책단체, 종교·사회·문화·기타 (종교)
- 김희선 (金羲善) : 국책단체, 종교·사회·문화·기타 (변절자)

### 바
- 박석윤 (朴錫胤) : 국책단체, 종교·사회·문화·기타 (직업적 친일분자) - 밀정
- 박영희 (朴英熙)
- 박춘금 (朴春琴) : 종교·사회·문화·기타 (직업적 친일분자) - 일본 귀족원 의원 및 제국의회 의원, 친일단체
- 박흥식 (朴興植) : 종교·사회·문화·기타, 개인 악질 - 군수산업 관련자
- 박희도 (朴熙道) : 종교·사회·문화·기타 (경제), 개인 악질
- 방의석 (方義錫) : 종교·사회·문화·기타 - 중추원, 군수산업 관련자
- 배정자 (裵貞子) : 국책단체, 종교·사회·문화·기타 - 밀정

### 사
- 서춘 (徐椿) : 국책단체, 종교·사회·문화·기타 (언론)
- 서범석 (徐範錫) : 종교·사회·문화·기타 (언론)
- 서병조 (徐丙朝) : 국책단체, 종교·사회·문화·기타 (직업적 친일분자) - 중추원
- 서정주 (徐廷柱) : 종교·사회·문화·기타 (문학)
- 손영목 (孫永穆) : 국책단체 - 도지사, 도 참여관, 조선총독부 사무관
- 신용욱 (愼鏞頊) : 국책단체, 종교·사회·문화·기타 (경제, 정치) - 군수산업 관련자
- 신태악 (辛泰嶽) : 국책단체, 종교·사회·문화·기타 (법조)
- 신흥우 (申興雨) : 국책단체, 종교·사회·문화·기타 (종교)

### 아
- 양주삼 (梁柱三) : 국책단체, 종교·사회·문화·기타 (종교)
- 원덕상 (元悳常) : 국책단체 - 중추원
- 유진순 (劉鎭淳) : 국책단체 - 중추원, 도지사, 도 참여관
- 윤치호 (尹致昊) : 국책단체 - 일본 귀족원 의원 및 제국의회 의원, 중추원,  친일단체
- 이각종 (李覺鍾) : 국책단체, 종교·사회·문화·기타 (직업적 친일분자)
- 이광수 (李光洙) : 국책단체, 종교·사회·문화·기타 (문학)
- 이산연 (李山衍) : 종교·사회·문화·기타 (종교, 신직(神職))
- 이석규 (李碩奎) : 종교·사회·문화·기타 (대동일진회)
- 이성근 (李聖根) : 종교·사회·문화·기타 (언론, 관료) - 애국자 살상자, 도지사, 도 참여관, 조선총독부 사무관, 경시
- 이성환 (李晟煥) : 국책단체, 종교·사회·문화·기타 (종교)
- 이승우 (李升雨) : 국책단체 (법조) - 중추원
- 이영근 (李永根) : 국책단체, 종교·사회·문화·기타 (직업적 친일분자)
- 이영찬 (李泳贊) : 국책단체 - 중추원
- 이인직 (李人稙) : 국책단체, 종교·사회·문화·기타 (문학)
- 이종욱 (李鍾郁) : 국책단체, 종교·사회·문화·기타 (종교)
- 이종린 (李鍾麟) : 국책단체, 종교·사회·문화·기타 (종교)
- 이진호 (李軫鎬) : 국책단체 - 일본 귀족원 의원 및 제국의회 의원, 중추원, 도지사, 조선총독부 국장
- 이회광 (李晦光) : 국책단체, 종교·사회·문화·기타 (종교)
- 이희적 (李熙迪) : 국책단체 - 중추원
- 임창수 (林昌洙) : 국책단체 - 중추원
- 임흥순 (任興淳) : 국책단체, 종교·사회·문화·기타 (직업적 친일분자)

### 자
- 장석원 (張錫元) : 국책단체 - 중추원, 도 참여관
- 장우식 (張友植) : 국책단체 - 경시
- 장인원 (張寅源) : 국책단체 (관료) - 조선귀족, 중추원
- 장직상 (張稷相) : 국책단체 (경제) - 중추원
- 장헌근 (張憲根) : 국책단체 - 중추원, 도 참여관, 경시
- 장헌식 (張憲植) : 국책단체 (정치, 관료) - 중추원, 도지사, 도 참여관, 조선총독부 사무관
- 전부일 (全富一) : 국책단체 (국민협회 회장)
- 전필순 (全弼淳) : 종교·사회·문화·기타 (종교)
- 정교원 (鄭僑源) : 국책단체 (정치, 관료) - 중추원, 도지사, 도 참여관, 조선총독부 사무관
- 정국은 (鄭國殷) : 종교·사회·문화·기타 (일본 조일신문 기자)
- 정인과 (鄭仁果) : 국책단체, 종교·사회·문화·기타 (종교)
- 정인익 (鄭寅翼) : 국책단체, 종교·사회·문화·기타 (언론)
- 정춘수 (鄭春洙) : 국책단체, 종교·사회·문화·기타 (종교)
- 조병상 (曺秉相) : 국책단체, 종교·사회·문화·기타 (직업적 친일분자) - 중추원
- 주요한 (朱耀翰) : 국책단체, 종교·사회·문화·기타 (문학)
- 진학문 (秦學文) : 국책단체, 종교·사회·문화·기타 (언론) - 중추원

### 차
- 차남진 (車南鎭) : 국책단체, 종교·사회·문화·기타 - 중추원
- 차재정 (車載貞) : 국책단체, 종교·사회·문화·기타 (좌익)
- 최린 (崔麟) : 국책단체, 종교·사회·문화·기타 (종교, 언론) - 중추원
- 최남선 (崔南善) : 국책단체, 종교·사회·문화·기타 (학술, 언론) - 중추원
- 최승렬 (崔昇烈) : 국책단체 - 중추원
- 최재서 (崔載瑞) : 국책단체, 종교·사회·문화·기타 (문학)
- 최정묵 (崔鼎默) : 국책단체 - 중추원
- 최준집 (崔準集) : 국책단체 - 중추원

### 하
- 한상룡 (韓相龍) : 국책단체, 종교·사회·문화·기타 (경제) - 일본 귀족원 의원 및 제국의회 의원, 중추원, 친일단체
- 허영호 (許永鎬) : 종교·사회·문화·기타 (종교)
- 현영섭 (玄永燮) : 국책단체, 종교·사회·문화·기타 (직업적 친일분자)
- 현준호 (玄俊鎬) : 국책단체 - 중추원
- 홍승균 (洪承均) : 국책단체 - 도지사, 도 참여관, 조선총독부 사무관

## 같이 보기
- 민족문제연구소의 친일인명사전 수록예정자 명단 - 친일단체
- 민족문제연구소의 친일인명사전 수록예정자 명단 - 문화/예술
- 민족문제연구소의 친일인명사전 수록예정자 명단 - 언론/출판
- 민족문제연구소의 친일인명사전 수록예정자 명단 - 종교
- 대한민국 정부 발표 친일반민족행위자 명단 - 경제·사회
- 대한민국 정부 발표 친일반민족행위자 명단 - 문화